# 花姬＊絕對！
《花姬＊絕對！》是mirai在2016年8月27日發售的戀愛冒險類型成人遊戲。

## 故事
2025年NoRN公司舉辦花姬們與星王子們對戰社群網路遊戲「Crown Hearts」的年度活動「神冠大戰」，愛内虎春參加劍花姬猫屋敷芽亞和Polina主持「神冠大戰VR」開幕式。但是在儀式進行途中卻突然出現遊戲的怪獸並且與芽亞發生戰鬥，就在芽亞陷入苦戰時虎春在Polina的引導成為負責領導指揮花姬們的國王。花姬們擊倒怪獸開幕式結束後，虎春等人卻發現原本應該是虛擬遊戲角色的Polina會是真實存在的人。

## 角色

### 主要角色
愛内虎春
本作的男主角，ルミナス學園本校2年B班學生，Crown Hearts的國王。與妹妹同住，在身為職業玩家母親的教育下擁有很強遊戲實力，過去曾是Crown Hearts的神王子。
猫屋敷芽亞（聲優：すもも）
身高：160cm，三圍：B87/W57/H87，生日：3月24日
ルミナス學園本校2年C班學生，Crown Hearts的劍花姬，虎春的青梅竹馬。遊戲界的偶像，在學生們中有頂尖實力的職業玩家。
玲奈 Lilou Lowchen（聲優：秋山ななほ）
身高：159cm，三圍：B92/W58/H88，生日：4月23日
法國遊戲開發公司的大小姐，Crown Hearts的聖花姬，後來轉學ルミナス學園本校2年C班。擔任遊戲設計和程式設計，也擅長玩遊戲而將芽亞視為競爭對手。
Polina Mirovna Von Schwarzerhase（聲優：日三乃音）
身高：152cm，三圍：B73/W53/H76，生日：10月10日
Crown Hearts的領導員和闇花姬，在開幕式結束後住在虎春的家，沒有自身過去的記憶。
愛内陽良子（聲優：中井千里）
身高：156cm，三圍：B78/W58/H82，生日：7月5日
ルミナス學園附校3年B學生，Crown Hearts的戀花姬，虎春的妹妹。
狼谷伊芙（聲優：実羽ゆうき）
身高：162cm，三圍：B90/W59/H88，生日：9月15日
ルミナス學園本校3年A班學生和學生會的會長，過去曾是Crown Hearts的神姬。
鳳杏子（聲優：小鳥居夕花）
身高：157cm，三圍：B82/W55/H83，生日：1月16日
フェリシア女學院1年A班學生，Crown Hearts的舞花姬，在岬浜中華街出生長大的黑道老大獨生女，
熊埜御堂彩音（聲優：鈴藤ここあ）
身高：155cm，三圍：B77/W55/H80，生日：11月4日
ルミナス學園附校3年B學生，Crown Hearts的歌花姬，陽良子的親友。本身擅長音樂不太會玩遊戲，依靠哥哥的金援大量課金強化而得到花姬地位。

### 其他角色
小珠（聲優：卯衣）
代替虎春父母經營咖啡店的代理店長。
櫻和（聲優：久慈茜）
鳳家的女僕長，從杏子小時候就開始照顧她。
女王（聲優：沢澤砂羽）
Crown Hearts中的女王，率領星王子們對抗花姬們。
烏丸善行（聲優：綾小路もみじ）
ルミナス學園本校3年D班學生和學生會的副會長，Crown Hearts的闇星王子。
猪瀬連十郎（聲優：昼間真昼）
ルミナス學園本校3年D班學生和學生會的會計，Crown Hearts的劍星王子。
遊馬有希（聲優：宮城光星）
ルミナス學園本校2年B班學生和學生會的書記，Crown Hearts的舞星王子，虎春的親友。
龍宮寺那歐（聲優：梅咲チャーリー）
ルミナス學園的理事長和NoRN公司的CEO，Crown Hearts的聖星王子。

## 主題曲
片頭曲「absolute wish」
作詞、作曲、編曲：八木沼悟志，主唱：fripSide（南條愛乃）
主題歌「happy colorful day」
作詞：八木沼悟志，作曲、編曲：川崎海，主唱：fripSide
片尾曲「Glimmer」
作詞、作曲、編曲：藤永龍太郎，主唱：Rita

## 開發
《閃耀十字軍》的製作團隊代表於2012年4月離開公司的Lillian後，於同年5月來到公司成立mirai。2014年7月30日開放官方網站發表作品情報，遊戲發售日期定為2016年5月27日。後來由於負責開發戰鬥部分的外包公司進度延遲，導致發售日期延期至8月27日。另外原本是配角的鳳杏子由於在人氣投票中獲得第一名，官方在2016年8月4日公開追加製作她的路線劇情。

## 評價
《花姬＊絕對！》在萌系遊戲大賞2016中獲得遊戲設計獎金獎，另外在由Getchu.com的美少女遊戲大獎2016中獲得系統部門第9名。

## 外部連結
- 官方網站 （页面存档备份，存于）（日語）